# Mussurana quimi
Espèce
Synonymes
- Clelia quimi Franco, Marques & Puorto, 1997

Mussurana quimi  est une espèce de serpents de la famille des Dipsadidae.

## Répartition
Cette espèce se rencontre :
- au Brésil dans les États de São Paulo, du Paraná, de Goiás, de Santa Catarina et du Minas Gerais ;
- au Paraguay ;
- en Argentine dans la province de Misiones.

## Description
L'holotype de Mussurana quimi, un mâle adulte, mesure 1 090 mm dont 230 mm pour la queue.

## Étymologie
Cette espèce est nommée en l'honneur de Joaquim "Quim" Cavalheiro, assistant au laboratoire d'herpétologie de l'Institut Butantan.

## Publication originale
- Franco, Marques & Puorto, 1997 : Two new species of colubrid snakes of the genus Clelia from Brazil. Journal of Herpetology, vol. 31, no 4, p. 483-490 (texte intégral).